# Андрейкин, Дмитрий Владимирович
Дми́трий Влади́мирович Андре́йкин (род. 5 февраля 1990, Рязань) — российский шахматист, гроссмейстер (2007). Финалист Кубка мира 2013. В составе сборной России — бронзовый призёр командного чемпионата Европы 2013, победитель командного чемпионата мира 2019. Двукратный чемпион России (2012, 2018). В составе команды «Алкалоид» — победитель Чемпионата Европы среди клубов (2016).
Чемпион России среди юношей до 14 лет (2001) и среди юниоров до 20 лет (2009, 2010). Многократный призёр крупных международных турниров.

## Карьера
В июле 2008 года в Минске Андрейкин набрав 7½ очков из 9 и выиграл турнир «The 4-th Inautomarket Open»
В октябре 2010 года с результатом 7 очков из 9 разделил 2—7 места на турнире «Мемориал Чигорина».
В августе 2011 года Андрейкин, заняв 2-е место на турнире «Баку Опен», впервые преодолел рейтинг 2700 (2705 очков и 42-е место в мире на тот момент).
В 2011 году на кубке мира уступил во 2 раунде соотечественнику Евгению Томашевскому.
В 2012 году будущий чемпион мира Магнус Карлсен в интервью назвал Андрейкина в перспективе самым опасным своим противником[значимость факта?].
В 2012 году Андрейкин, набрав 5 очков из 9 возможных (+2-1=6) в основном турнире, и 4 очка из 5 (+3-0=2) на тай-брейке, стал чемпионом России, опередив Сергея Карякина, Петра Свидлера, Александра Грищука и Дмитрия Яковенко.
В июне 2013 года в Москве Андрейкин, имея наименьший рейтинг среди участников, не проиграв ни одной партии и разделил 3—5 места (5½ очков из 9) на турнире «Мемориал Таля», средний рейтинг которого был 2777.
В июле-августе 2013 года с результатом 4 очка из 9 (+2-3=4) разделил 5—8 места на 40-м Международном турнире XIX категории, который проходил в Дортмунде.
В августе 2013 года Андрейкин добился крупнейшего успеха в своей карьере, выйдя в финал Кубка мира, где уступил соотечественнику Владимиру Крамнику со счетом 1½ — 2½. В 1/8 финала Андрейкин победил Сергея Карякина, в 1/4 финала — Петра Свидлера, в полуфинале — Евгения Томашевского. Выход в финал кубка мира обеспечил Андрейкину участие в турнире претендентов 2014 в Ханты-Мансийске. В марте 2014 года Андрейкин набрал 7 очков из 14 (+2-2=10) и занял 4-е место.
В октябре 2013 года Андрейкин с результатом 5 очков из 9 (+4-3=2) занял 5 место в суперфинале чемпионата России.
В ноябре 2013 года на Командном чемпионате Европы в Варшаве, Андрейкин, набрав 4½ очков из 7 (+2=5-0), занял 5-е мосто на третьей доске (турнирный перфоманс составил 2688) и помог сборной России занять 3 место среди 38 стран.
В ноябре 2014 года, набрав 7 очков из 11 (+3-0=8), стал победителем второго этапа Гран-при ФИДЕ 2014/2015 в Ташкенте.
В феврале 2015 года, набрав 4 очка из 11 (+0-3=8), занял последнее 12 место на третьем этапе серии Гран-при ФИДЕ 2014/2015 годов, в Тбилиси.
В июне 2015 года, набрав 5½ очков из 10 (+2-1=7), разделил с Павел Эльяновым 2—3 места на «Мемориале Капабланки» в Гаване.
В сентябре 2015 года дошёл до 1/8 финала кубка мира, где уступил на тай-брейке своему соотечественнику Сергею Карякину со счётом 1½ — 2½.
В октябре 2015 года в Берлине занял 47 место на чемпионате мира по рапиду, набрав 8½ из 15 очков (+6-3=5) и 21 место на чемпионате по блицу, набрав 13 из 21 (+9-4=8).
В мае 2016 года стал победителем Хассельбакен опен.
В августе 2016 года выиграл Абу-Даби мастерс.
В декабре 2016 года выиграл Чемпионат Европы по блицу в Таллине.
В сентябре 2018 года стал победителем Суперфинала чемпионата России, разделив 1 место с Дмитрием Яковенко. Оба набрали по 7 очков из 11. На тай-брейке из двух партий в рапид Андрейкин победил со счётом 1,5—0,5.

## Личная жизнь
30 апреля 2011 года Дмитрий Андрейкин женился на шахматистке Светлане Мальчиковой.